# 13238 Lambeaux
A 13238 Lambeaux (ideiglenes jelöléssel (13238) 1998 HU149) a Naprendszer kisbolygóövében található aszteroida. Eric Walter Elst fedezte fel 1998. április 25-én.